# Laena jinpingica
Laena jinpingica – gatunek chrząszcza z rodziny czarnuchowatych i podrodziny omiękowatych.
Gatunek ten został opisany w 2008 roku przez Wolfganga Schawallera. Miejsce typowe leży w górach Jinping Shan.
Chrząszcz o ciele długości od 9,5 do 10,5 mm. Przedplecze o brzegach bocznych i tylnym nieobrzeżonych, kątach tylnych zaokrąglonych; jego powierzchnia z dwoma lekkimi wgłębieniami i pokryta rozproszonymi, opatrzonymi krótkimi i leżącymi szczecinkami punktami oddalonymi od siebie 2–3 średnice. Na pokrywach ułożone w rzędy punkty, położone w ledwo wgłębionych rowkach, mniejsze do tych na przedpleczu i w większości opatrzone mikroszczecinkami. Punkty na międzyrzędach nieliczne, mniejsze niż w rzędach i również wyposażone w mikroszczecinki. Siódmy międzyrząd wyraźnie, ale nie kilowato wypukły. Odnóża obu płci o bezzębnych udach, przy czym przednia para z wystającymi kątami ud. Samiec ma granulowaną wewnętrzną stronę goleni wszystkich odnóży.
Owad endemiczny dla Chin, znany tylko z Syczuanu.